# Zoltán Pálmai
Zoltán Pálmai (ur. 1954) – węgierski muzyk, perkusista.

## Życiorys
Zaczął grać na perkusji w wieku 14 lat, a jego nauczycielem był Gyula Kovács. W 1973 został przyjęty do Szkoły Muzycznej im. Béli Bartóka, którą skończył w 1976 roku.
Jako muzyk studyjny współpracował przy nagrywaniu ponad 100 płyt, między innymi z takimi grupami i muzykami jak Fonográf, Levente Szörényi, Miklós Fenyő, Béla Tibor Jeszenszky, MHV, Tamás Cseh, Szilvia Sas, Gjon Delhusa, Gyula Vikidál, Miklós Varga, Prognózis, Lajos Illés, Ferenc Demjén, Dolly Roll czy Margit Bangó.
Obecnie jest dyrektorem muzycznym studia Media General, muzykiem sesyjnym oraz współtwórcą szkoły Pálmai&Pálmai Dobakadémia.
Grał lub gra w następujących zespołach: Germinál (1972), Theatrum (1973–1974), P. Mobil (1974–1978), Illés (1978–1980), Hobo Blues Band (1980–1986), P. Box (1985–1987), Katona Klári és a Saturnus (1987–1988), Rockszínház (1987–1992), Beatrice (1990–1994), Boxer (od 1990), Zámbó Jimmy Band (1996–2000), B. Projekt (od 2000), Vegas Showband (2003–2007), Bulldózer (od 2006), Zenehadtest (od 2008) oraz Keep Floyding (od 2010).